# Jami Gertz
Jami Beth Gertz (28 de outubro de 1965) é uma atriz norte-americana.

## Filmografia
- Endless Love (1981)
- Alphabet City (1984)
- Sixteen Candles (1984)
- Mischief (1985)
- Quicksilver (1986)
- Solarbabies (1986)
- Crossroads (1986)
- Less Than Zero (1987)
- The Lost Boys (1987)
- Renegades (1989)
- Sibling Rivalry (1990)
- Listen to Me (1991)
- Jersey Girl (1992)
- Twister (1996)
- Seven Girlfriends (1999)
- Lip Service (2010)
- Keeping up with the Steins (2006)